# Вест Џеферсон (Северна Каролина)
Вест Џеферсон (енгл. West Jefferson) град је у америчкој савезној држави Северна Каролина.

## Демографија
По попису из 2010. године број становника је 1.299, што је 218 (20,2%) становника више него 2000. године.
| Група             | 2000.         | 2010.         |
| Белци             | 1.004 (92,9%) | 1.163 (89,5%) |
| Афроамериканци    | 4 (0,4%)      | 10 (0,8%)     |
| Азијати           | 3 (0,3%)      | 13 (1,0%)     |
| Хиспаноамериканци | 57 (5,3%)     | 91 (7,0%)     |
| Укупно            | 1.081         | 1.299         |